# Berezniki

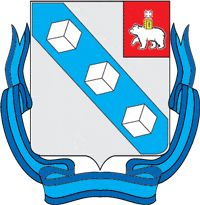
Bereznikis vapen.

Berezniki (ryska Березники) är den näst största staden i Perm kraj, Ryssland. Folkmängden uppgick till 148 955 invånare i början av 2015.